# Рейс (фільм, 2012)
«Рейс» (англ. Flight) — американська драма режисера Роберта Земекіса, володаря премії Оскар за режисерську роботу над світовим кінобестселлером «Форрест Гамп» (1995)

## Сюжет
Віп (Вільям) Вітекер — пілот-ас, який працює в цивільній авіації. Одного разу рейс ледь не закінчується трагедією: через відмову горизонтального стабілізатора, який заклинило (і подальшу відмову двигуна), літак починає падати з висоти дев'ять тисяч метрів. Незважаючи на критичну ситуацію, Віп поводиться холоднокровно і знаходить дивовижне рішення, яке дозволяє йому уникнути краху літака і масових людських жертв.
Прокинувшись в лікарні, він дізнається, що телеканали називають його досконалу посадку дивом і звеличують його як героя. Але у органів контролюючих авіацію інша думка. У лікарні Віпу зробили аналіз крові, який показав наявність в його крові алкоголю. Виявляється, Віп вже давно приховував від колег свою алкогольну та наркотичну залежність, через яку йому тепер загрожує довічний термін.
Але не всі зацікавлені в тому, щоб його засудили. Після відтворення аварійної ситуації на тренажері з'ясувалося, що з десяти пілотів уникнути краху зміг тільки Віп. Начальство не готове розлучитися з таким досвідченим асом, але що робити з його обвинуваченням?

## Прем'єра фільму
- Прем'єра фільму у США та Європі — 2 листопада 2012
- Прем'єра фільму в Україні — 6 грудня 2012

## Акторський склад
- Дензел Вашингтон — Вільям «Віп» Вітекер
- Келлі Райллі[3] — Ніколь Маген
- Дон Чідл[4] — Г'ю Ленг
- Брюс Грінвуд[4] — Чарлі Андерсон
- Джон Гудман[5] — Гарлінк Мейс
- Мелісса Лео — Еллен Блок
- Тамара Тюні — Маргарет Томасон
- Надін Веласкес — Катерина «Тріна» Маркес
- Браян Джераті — Кен Еванс
- Джеймс Бедж Дейл — виснажений чоловік

## Український дубляж
Фільм дубльовано студією «LeDoyen» у 2012 році.

Перекладач і автор синхронного тексту: Федір Сидорук

Режисер дубляжу: Анна Пащенко

Ролі дублювали: Дензел Вашинґтон/Віп — Юрій Ребрик, Келлі Райлі/Ніколь — Інна Бєлікова, Брюс Ґрінвуд/Чарлі — Микола Боклан, Дон Чідл/Г'ю Ланґ — Дмитро Вікулов, Джон Ґудмен/Гарлінґ — Олександр Ігнатуша; а також: Кирило Андреєв, Людмила Ардельян, Людмила Барбір, Катерина Башкіна-Зленко, Катерина Брайковська, Сергій Бриль, Михайло Войчук, Томмі Кейн/Марк Меллон — Ігор Волков, В'ячеслав Дудко, Адам Томей/Фран — Дмитро Завадський, Володимир Канівець, Микола Карцев, Олег Комаров, Максим Кондратюк, Марина Локтіонова, Іван Марченко, Андрій Мостренко, Мелісса Лео/Аллен Блок — Лідія Муращенко, Сергій Нікітін, Євген Пашин, Ярослав Розенко, Наталя Романько, Тамара Туні/Марґарет — Лариса Руснак, Дмитро Сова, Сергій Солопай, Юрій Сосков, Людмила Суслова, Коннор О'Ніл/Кіп — Андрій Твердак, Джеймс Бейдж Дейл/Хворий на рак — Дмитро Терещук, Браян Ґераті/Кен Еванс — Михайло Тишин, Чарлі Е. Шмідт/Тікі Пот — Андрій Федінчик, Олексі Череватенко, Роман Чорний, Раві Капур/Д-р Кенан — Роман Чупіс, Євген Шах, Ґарсель Б'ювейс/Діна — Наталя Ярошенко, Юрій Кудрявець та інші.

## Виробництво
- ImageMovers
- Paramount Pictures
- Parkes/MacDonald Productions
- United International Pictures
- Universal Pictures International
- Alarm Clock Films
- TriPictures

Режисер — Роберт Земекіс
Продюсери — Лорі Мак Дональд, Волтер Паркс, Джек Репк, Стів Старкі, Роберт Земекіс, Черілен Мартін
Сценарист — Джон Гейтінс
Оператор — Джо Бурджес
Композитор — Алан Сільвестрі

## Створення фільму
Роберт Земекіс почав вести переговори по режисурі фільму в квітні 2011 року. 4 червня було підтверджено, що він буде знімати цей фільм з Дензелом Вашингтоном в головній ролі.
У вересні головну жіночу роль отримала Келлі Райллі. Пізніше в тому ж місяці до акторського складу приєднались Дон Чідл, Джон Гудмен та Брюс Грінвуд.

## Цікаві факти
Схожий випадок стався в дійсності з літаком авіакомпанії Alaska Airlines.
31 січня 2000, літак MD-83 (бортовий номер N963AS) виконував рейс 261 з Пуерто-Вальярта (Мексика) в Сан-Франциско (Каліфорнія). При спробі зробити аварійну посадку в Міжнародному аеропорту Лос-Анджелес впав в океан поблизу населеного пункту Пойнт-Мугу (штат Каліфорнія). Загинули всі 88 чоловік на борту.
Розслідування комісії Національного агентства безпеки на транспорті США показало, що в останні 11 хвилин польоту пілоти намагалися впоратися з горизонтальним стабілізатором, який заклинило. Це трапилося внаслідок недостатнього змащення гвинтового домкрата стабілізатора. Екіпаж намагався здійснити аварійну посадку в аеропорт Лос-Анджелес, проте в процесі зниження літак увійшов в некерований штопор і в перевернутому стані звалився в океан.
Телеканал «National Geographic» зняв документальний фільм «Піке над океаном» (англ. "Cutting Corners"), який розповідає про катастрофу та її причини. Це шостий випуск першого сезону, в рамках проекту «Розслідування авіакатастроф» (англ. "Air Crash Investigation").